# ズラ・コラタ
ズラ・コラタ（モンテネグロ語 : Зла Колата, Zla Kolata、アルバニア語: Kollata e Keqe）は、アルバニアとモンテネグロの国境に位置する、プロクレティイェ山脈の山。標高は2534mで、モンテネグロでは最高峰、アルバニアでも国内で16番目に高い山である。行政上はモンテネグロのプラヴ、およびアルバニアのトロポヤに属する。山容は雄大で、両国とも観光地として人気がある。国境上にはほかに、標高2528mのコラタ・エ・ミラなどがある。この山系でもっとも高いマヤ・エ・コラタス (2552m) と呼ばれる山からは、ヴァルボナ渓谷を一望できるが、訪れる人はあまりいない。